# Dariusz Zaborowski
Dariusz „Hellrizer” Zaborowski (ur. 1978 w Warszawie) – polski perkusista. Zaborowski działalność artystyczną rozpoczął w 1997 roku w formacji Saltus. Muzyk opuścił grupę w 2001 roku po nagraniach dwóch kaset demo. W międzyczasie współpracował także z zespołem Goetia, z którym nagrał demo pt. Enthroned Upon Dark Skies. W latach 2000–2004 występował w formacji Gortal. W 2001 roku dołączył do grupy Hate, w której zastąpił Piotra "Mittloffa" Kozieradzkiego. Wraz z zespołem nagrał m.in. dwa albumy studyjne: wydany w 2003 roku Awakening of the Liar, Anaclasis – A Haunting Gospel of Malice & Hatred z 2005 roku. W 2006 roku Zaborowski odszedł z zespołu z powodu wewnętrznych konfliktów. 
Również w 2006 roku dołączył do doom deathmetalowej grupy Carnal. W 2008 roku w wyniku różnic na tle artystycznym Zaborowski opuścił formację. Tego samego roku na krótko zastąpił Łukasza "Icanraza" Sarnackiego w zespole Christ Agony. W 2010 roku ponownie dołączył do grupy Christ Agony. Z zespołem dał szereg koncertów m.in. w Polsce i Europie Wschodniej. W 2011 roku odszedł z zespołu. Zaborowski współpracował ponadto z takimi grupami muzycznymi jak: Goetia, Deaf's Point, Discordian i Legacy of Blood.

## Dyskografia
- Saltus - Słowiańska Duma (1999, Nawia Productions)
- Goetia - Enthroned Upon Dark Skies (1998, Battle Hymn Records)
- Gortal - Unleash Hell (2001, Apocalypse Productions)
- Saltus - Symbole Przodkow (2001, wydanie własne)
- Hate - Awakening of the Liar (2003, Listenable Records)
- Hate - Litanies of Satan (2004, DVD, Metal Mind Productions)
- Hate - Anaclasis – A Haunting Gospel of Malice & Hatred (2005, Listenable Records)
- Carnal - Undefinable (2007, Ars Mundi)
- Legacy of Blood - Murder Hymn (2008, Garazel Productions)